# 岸本瞳
岸本 瞳（きしもと ひとみ、1989年6月20日 - ）は、日本の元女子バレーボール選手。日本体育大学卒。

## 来歴
大阪府出身。両親と実姉の影響で中学1年よりバレーボールを始める。京都橘高校3年次には主将を務め、2007年10月、近江あかりらとともに秋田わか杉国体優勝に大きく貢献。春高バレー（ベスト4）やインターハイなどでも活躍した。
2008年、日本体育大学に進学し、2010年全日本インカレ3位入賞等で活躍。2011年7月、第26回ユニバーシアード代表に選出された。同月にベトナムで行われた第8回VTVカップに出場し優勝を経験。8月に行われたユニバーシアードでは4位となった。同年12月、全日本インカレにおいて準優勝に貢献し、自らも敢闘賞に輝いた。

## 球歴
- ユニバーシアード代表 - 2011年

## 所属チーム
- 堺市立東百舌鳥中学校
- 京都橘高校
- 日本体育大学（2008-2012年）